# Willemstad
För andra betydelser, se Willemstad (olika betydelser).

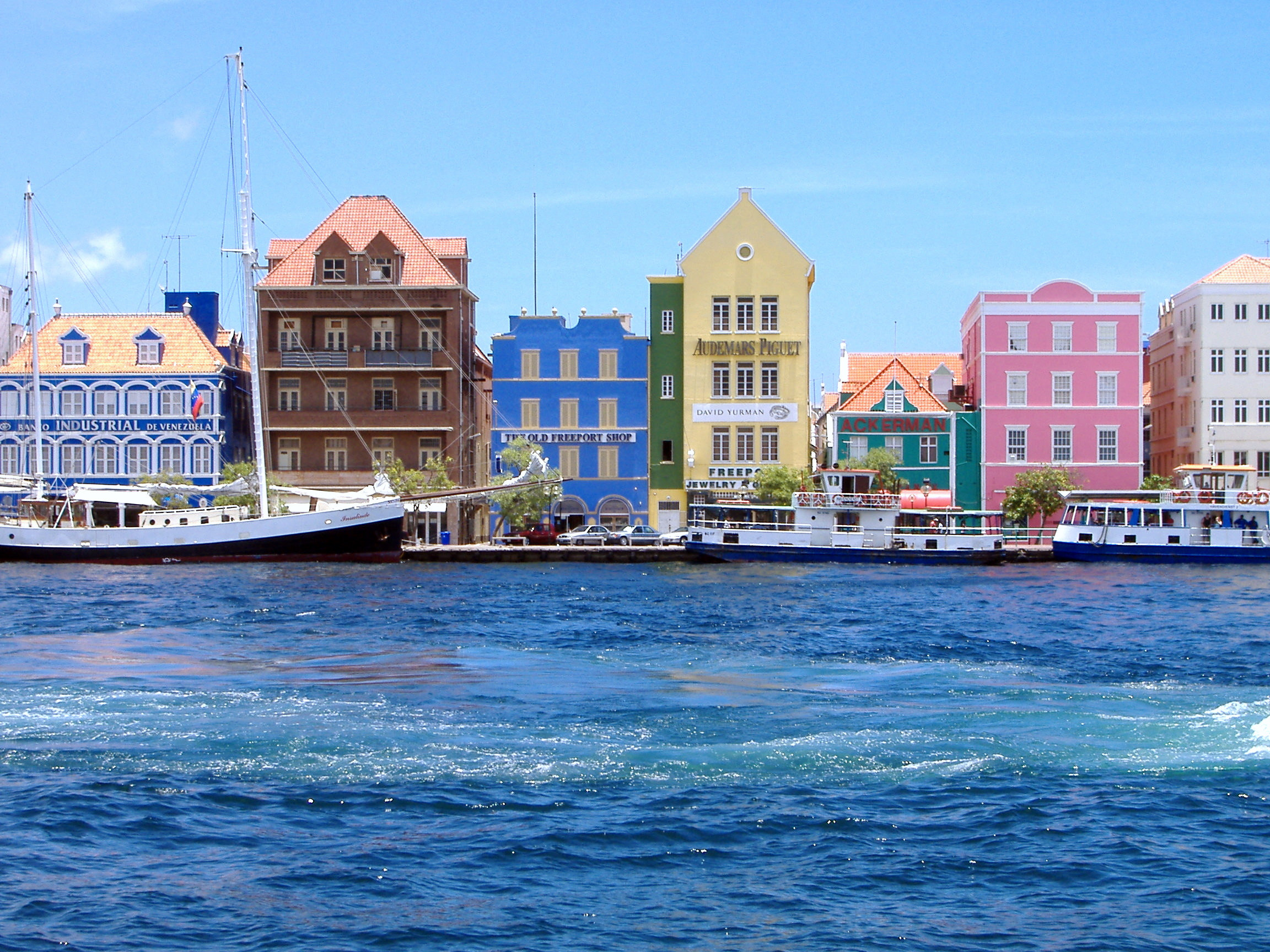
Willemstads hamn

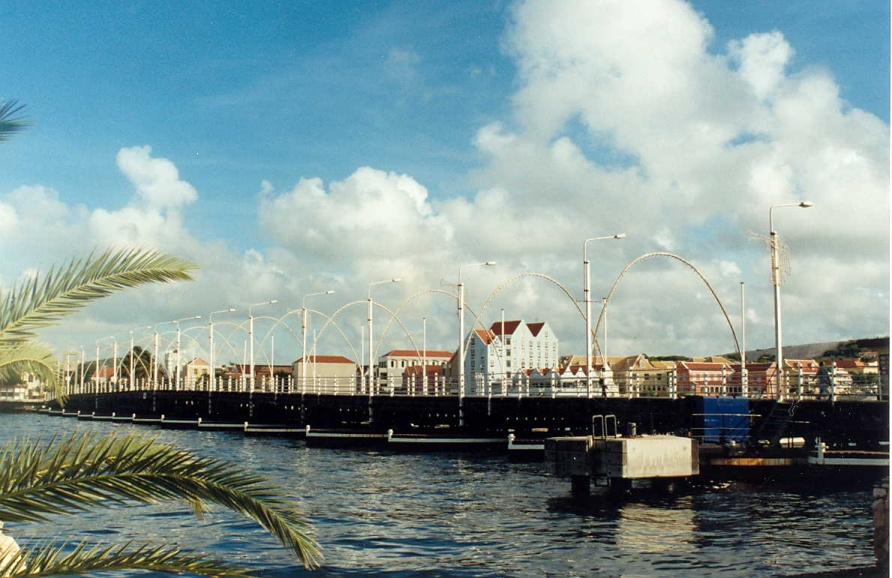
Willemstad och Koningin Emmabrug

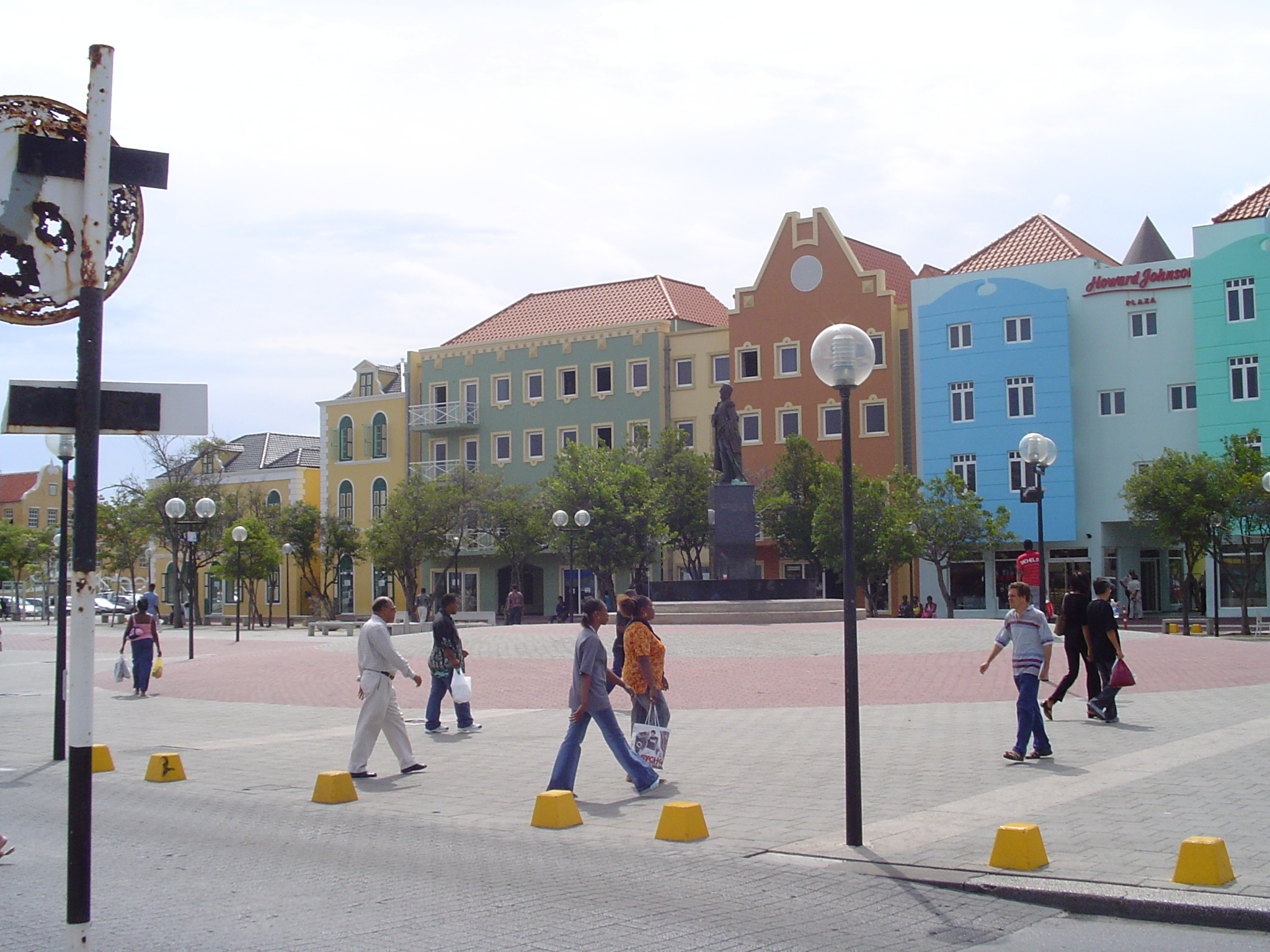
Brionplein

Willemstad är huvudstaden i det autonoma nederländska området Curaçao i Västindien. Fram till 10 oktober 2010 var Willemstad huvudstad för den autonoma provinsen Nederländska Antillerna, vilken detta datum upphörde att existera.

## Staden
Willemstad är belägen på huvudön Curaçaos sydvästra del och har ca 125 000 invånare. 
Staden består av två delar Punda och Otrabanda på var sin sida om St Annabukten som utgör stadens naturliga hamn Schottegat. Utanför ligger den lilla ön Sint Annabaai. Stadsdelarna förbinds med pontonbron Koningin Emmabrug, men även sedan 1974 av Koningin Julianabrug.
Den äldre stadsdelen är Punda med historiska byggnader kring huvudgatan Handelskade som Mikvé Israel-Emanuel Synagogan byggd 1732, Posthuset från 1693 som idag är museum, en kyrka byggd 1769 och Fort Amsterdam byggd 1635.
Den något yngre stadsdelen är Otrabanda som förbinds med pontonbron sedan 1886 och också har en rad historiska byggnader kring huvudgatan Breedestraat. Tillsammans utgör de två delarna Willemstad centrum.
Sedan 1960-talet är turism den största inkomstkällan för Willemstad och flygplatsen heter Curaçaos internationella flygplats (flygplatskod "CUR") belägen ca 12 km från centrum.

## Historia
Ön upptäcktes 26 juli 1499 av spanske sjöfararen Alonso de Ojeda och området beboddes från början av Arawakindianer. 1634 erövrades Willemstad av Nederländerna som året därpå byggde Fort Amsterdam lite öster om Sint Annabaai som skydd för hamnen. Platsen kallades De Punt på nederländska (papiamento "Punta") som senare blev namnet på nuvarande stadsdelen Punda. Staden växte och år 1707 påbörjades utbyggnaden även på andra sidan viken ("Otrabanda") vilket också blev namnet på denna stadsdel. 
Willemstad blev först en huvudort för West-Indische Compagnie (Nederländska Västindiska Kompaniet) och sedan även för nederländska oljebolaget Shell som lokalt centrum för oljeraffinaderi sedan 1914.
Willemstads Gamla stan upptogs på Unescos världsarvslista 1997.